# 臺灣似煙管蝸
臺灣似煙管蝸（学名：Luchuena taivanica），又名台湾奇异螺（学名：Mirus taiwanica），为似煙管蝸牛科琉球似煙管蝸牛屬下的一个种。

## 形態描述
本物種在形態上與琉球似烟管蜗非常相似，就只在殼口上有些微分別。螺殼卡其色至咖啡色，呈紡錘形:99。

## 分佈與棲息地
主要分布于台灣島全島中低海拔山區；見於新竹，也見於印尼的Tetanna。
常栖息在树上。

## 外部連結
- 維基物種上的相關：臺灣似煙管蝸